# Giovanni Battista Zannoni
Giovanni Battista Zannoni, né le 29 mars 1774 à Florence et mort dans cette même ville le 12 août 1832, est un archéologue italien.

## Biographie
Né à Florence le 29 mars 1774, il est de bonne heure porté vers l’étude de l’Antiquité ; il est le disciple de Luigi Lanzi, et après la mort de ce savant, survenue en 1811, il le remplace comme conservateur des antiques de la Galerie des Offices à Florence. En 1817, l’Accademia della Crusca le choisit comme secrétaire. Continuant les recherches de Lanzi au sujet des Étrusques, il publie en 1810 son livre Degli Etruschi, et en 1819 Illustrazione di due urne Etrusche. Il y a de l’érudition dans ces écrits, mais la critique allemande et française est arrivée sur de pareils sujets à des résultats bien plus neufs et plus approfondis. Zannoni n’a pas publié d’ouvrages importants ; il a un peu éparpillé dans des dissertations isolées ses connaissances en archéologie, en numismatique et en épigraphie. Parmi ses écrits, quelques-uns sont recherchés des archéologues :
- Jo.-Baptistæ Zannonii antiquitatum interpretis in musæo florentino liber singularis, Florence, 1815. C’est une collection d’opuscules scientifiques et littéraires de l’auteur.
- J.-B. Zannonii, etc., inscriptionum liber alter, 1822, in-8° ;
- Dei denarii consolari e di famiglie romane, Florence, 1830. C’est un travail fort estimé. Zannoni a pris une part active à la publication de la Reale galeria di Firenze (Florence, 1810 et années suivantes, 13 vol.), rédigée par les conservateurs de cette riche collection ; la partie archéologique lui est due en presque totalité. Son édition du Tesoretto et des Favole de Brunetto Latini, le maître de Dante (Florence, 1824), publiée d’après des manuscrits jusqu’alors délaissés, est la première qui ait donné un bon texte de ces productions intéressantes.

On lui doit aussi : une Histoire de l’académie della Crusca jusqu’en 1817, Florence, 1818, in-4° ; et de nombreux éloges lus dans les séances de cette compagnie, entre autres ceux de Lanzi et de Ennius Quirinus Visconti. Il s’amusa à composer des poésies badines, et il fut le collaborateur de l’Antologia, du Nuovo giomale de’ letterati, et de diverses autres publications périodiques. Zannoni mourut le 12 août 1832.